# Види, близькі до загрозливого стану

Категорії МСОП

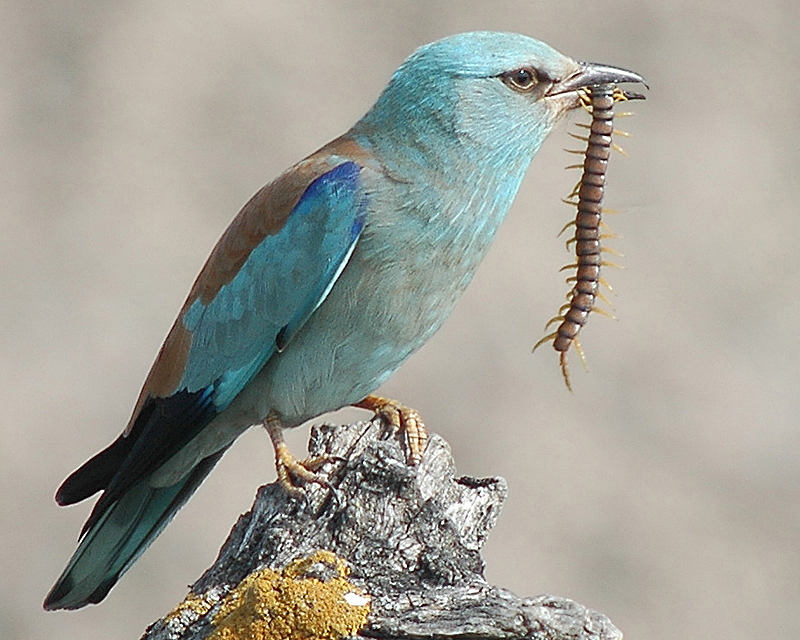
Сиворакша, яка зустрічається в Україні, має статус виду, близького до загрозливого

Ви́ди, близькі́ до загро́зливого ста́ну (англ. Near Threatened (NT)) є однією з категорій Міжнародного союзу охорони природи (IUCN) відповідно до версії 3.1. До 2001 р. види, близькі до загрозливого, разом із видами, залежними від охорони (Conservation Depend), розглядалися як підгрупи групи категорій низького ризику. Цей статус надається видам або нижчим таксонам, які можуть розглядатися як загрозливі з небезпекою зникнення у найближчому майбутньому, хоча у наш час (станом на 2011 рік) вони не претендують на статус загрозливих. МСОП відзначає необхідність перегляду статусу таксонів, близьких до загрозливого стану часто або через певні проміжки часу.
Раціональне використання критеріїв для таксонів, близьких до загрозливих, включає критерії уразливих видів, які є ймовірними або близькими до таких, як скорочення чисельності або поширення.
Станом на 15 лютого 2011 р. Червоний список Міжнародного союзу охорони природи включає 4002 (2763 тварин та 1239 рослин) близьких до загрозливого стану видів, підвидів, варіацій та субпопуляцій.